# Walcyr Carrasco
Walcyr Rodrigues Carrasco (Bernardino de Campos, 1 de dezembro de 1951) é um dramaturgo, escritor e jornalista brasileiro.

## Biografia
Descendente patrilinear de espanhóis, cursou três anos de História, antes de resolver formar-se em Jornalismo na Escola de Comunicações e Artes da Universidade de São Paulo. Trabalhou nos jornais O Estado de São Paulo, Folha de S.Paulo e Diário Popular e nas revistas IstoÉ, da Editora Três, e nas revistas Veja, Contigo! (onde foi diretor) e na Recreio, onde produziu contos infantis, todas da Editora Abril.
Em 1982, lançou seu primeiro livro infantil, Quando meu irmãozinho nasceu, publicado pela Editora Paulinas.
Walcyr Carrasco estreou como autor no teatro, com peças como Batom (que consagrou a atriz Ana Paula Arósio) e Êxtase. Também é autor de livros infantis, como Vida de droga e O Menino Narigudo, usados como livros paradidáticos nas escolas brasileiras.

### 1984—1998: o início
O primeiro trabalho de Walcyr na televisão, ainda como roteirista, foi no seriado Joana (Rede Manchete/SBT, 1984 a 1985). A primeira telenovela escrita por Walcyr foi Cortina de Vidro, (SBT, 1989). Em 1991, escreveu as minisséries O Guarani, baseada no romance homônimo de José de Alencar, e Filhos Do Sol ambas para a TV Manchete, onde também escreveu Xica da Silva (1996), que o consagrou nacionalmente. Na autoria da novela, que ganhou uma reprise em 2005 pelo SBT, escreveu sob o pseudônimo de Adamo Angel para não ser demitido, pois na época era diretor de teledramaturgia do SBT. A farsa foi descoberta em abril de 1997 na metade da novela, mesmo assim a novela continuou no ar até agosto do mesmo ano e Walcyr manteve o pseudônimo de Adamo Angel até o final. Apesar disso, não foi demitido do SBT, sob a condição, segundo Silvio Santos, de escrever outra novela para a casa. Assim, em 1998, Walcyr Carrasco fez outro sucesso, a novela Fascinação. Walcyr ainda escreveu outra novela para o SBT. Intitulada de "Segredo", a trama nunca teve sua produção concluída.

### 2000—2006: o autor dasseis
Inspirada na peça de William Shakespeare A Megera Domada, O Cravo e a Rosa foi a primeira novela de Carrasco na Rede Globo, a trama protagonizada por Adriana Esteves e Eduardo Moscovis foi um sucesso de audiência na faixa das seis e marcou mais uma vez a parceria do autor com o diretor Walter Avancini, com quem firmou parceria em seu trabalho seguinte, A Padroeira em 2001, que apesar de ter sido considerada uma novela de qualidade, não surtiu efeito na audiência, os números foram considerados frustrantes.
Em Chocolate com Pimenta, Walcyr repetiu a fórmula de sucesso de suas novelas de época. Ambientada na década de 1920, a trama se tornou um grande sucesso de audiência da faixa das seis. O pico de incríveis 41 pontos foi atingido no capítulo em que Bernadete, o personagem de Kayky Brito que foi criado como menina, revelou sua real identidade.
Em 2005, a novela Alma Gêmea foi a primeira escrita pelo autor que levou para a TV um assunto de seu grande interesse: a temática espírita. A novela foi um grande sucesso e até superou, algumas vezes, a audiência da novela das nove exibida na época, Belíssima.

### 2007—2011: deixando de lado o comodismo autoral
O primeiro trabalho do autor fora do universo das novelas de época, e também sua estreia no horário das sete, foi com Sete Pecados de 2007. Apesar de ter tido uma audiência considerada alta, enfrentou dificuldades para ser aceita pelo público. Baseada na obra do poeta Dante Alighieri, a trama dedicou cada núcleo à representação de um dos sete pecados capitais, o que inchou o elenco e enfraqueceu o roteiro.
No dia 4 de setembro de 2008 tomou posse na Academia Paulista de Letras, para a qual havia sido eleito em maio de 2008, para a vaga deixada pelo poeta Cyro Pimentel. No mesmo ano, publicou o livro chamado "Anjo de quatro patas", um livro baseado em fatos que conta sua vida com um cachorro trapalhão chamado "Uno".
O humor, marca forte de suas novelas, deu o tom a Caras & Bocas. Carrasco escalou um macaco, o "Xico", para ser o grande gênio das artes plásticas em uma crítica direta aos critérios adotados pelo mercado de arte. A novela imprimiu um ritmo acelerado ao enredo, o que surtiu efeito no Ibope. O público gostou de ver tramas levantadas e resolvidas em poucos dias.
Em 2011 escreveu a novela Morde & Assopra. Com temas principais sobre dinossauros e robôs, a trama sofreu grande rejeição no início, sento esta refletida na audiência. A Globo pressionou Walcyr Carrasco para fazer mudanças na história, e ele acabou fazendo. O resultado das mudanças foi amplamente satisfatório.
Também marcou o desentendimento nos bastidores entre ele e o autor Aguinaldo Silva, que acusou o primeiro de ter se apropriado de um dos enredos de sua novela Fina Estampa, que estreou pouco depois da novela das 7. Assim como na trama de Carrasco, que tinha Dulce interpretada por Cássia Kis Magro, a mãe renegada pelo filho ambicioso Guilherme (Klebber Toledo), a trama das nove mostrava a difícil relação entre Pereirão (Lília Cabral) e o filho José Antenor (Caio Castro) por ela ser pobre. A queda de braço entre os dois autores se tornou pública através das indiretas postadas por Silva em seu blog. Carrasco ameaçou deixar a emissora, mas desistiu após a Globo colocar panos quentes. Especula-se que promover o autor à faixa das nove foi a contrapartida oferecida para convencê-lo a ficar.

### 2012—2015: horário das Onze e horário Nobre
Em 2012, Carrasco estreia no horário das 23 horas com a adaptação do clássico de Jorge Amado, Gabriela. Ele foi criticado por romancear demais uma história que nasceu com cunho político, um manifesto do escritor baiano contra a cultura do coronelismo e a opressão à mulher. Outra fonte de críticas foi a escalação de Juliana Paes para o papel principal. Ela foi considerada velha para interpretar a menina que fugiu da seca do sertão nordestino rumo à próspera cidade de Ilhéus. Mesmo com estas críticas, a novela teve uma boa audiência e repercutiu entre o público do começo ao fim.
Ainda em 2012, Carrasco passou a integrar o time de autores do horário nobre global, tornando-se autor titular do horário ao lado dos também novelistas Gloria Perez, Aguinaldo Silva, Silvio de Abreu, Gilberto Braga, Manoel Carlos e João Emanuel Carneiro. Walcyr entrou no horário em substituição a Manoel Carlos, que escreveu sua última novela em 2014, Em Família. Em maio de 2013 estreia Amor à Vida, substituindo Salve Jorge de Glória Perez. A novela pretendia recuperar a audiência do horário perdida pela sua antecessora. Não só recuperou a audiência, como mobilizou o país. Foi nesta novela que foi exibida a primeira cena de um beijo homoafetivo entre dois homens, transmitida pela Rede Globo, dado pelos personagens Félix (Mateus Solano) e Niko (Thiago Fragoso).
De acordo com o jornal Diário de São Paulo, em abril de 2014, Walcyr Carrasco escreveu três sinopses para a Globo. Sendo elas para o horário das 23h (Verdades Secretas), 18h (Êta Mundo Bom) e 21h (O Outro Lado do Paraíso).
Em junho de 2014, a Globo confirmou que Carrasco voltaria com uma novela às 23 horas no ano seguinte. A trama Verdades Secretas estreou em junho de 2015, que teve como fundo uma locação de agência de modelos. A novela uniu dinheiro, prostituição de luxo, poder e sexo. A produção da obra teve alguns problemas, como a saída da protagonista Deborah Secco que anunciou, no início das gravações, sua gravidez, o que a obrigou a deixar o elenco. A novela tratou além dos temas acima, a questão da bissexualidade, drogas e álcool com profundidade, o que tocou o público. Foi  um fenômeno nas redes sociais entre jovens pela nudez e cenas de sexo ousadas e alavancou muito a audiência da Globo para o horário. Em 21 de novembro de 2016, a novela ganhou o Prémio Emmy Internacional na categoria melhor novela.

### 2016—presente: volta às origens e horário nobre
Ainda em 2015, começou a desenvolver Êta Mundo Bom!, telenovela baseada no conto de Voltaire, que sucedeu Além do Tempo em 18 de janeiro de 2016 e teve oito meses de duração. Mais uma longa novela de Walcyr na emissora, a mais longa do horário das 18 desde Alma Gêmea, do próprio autor. Obteve a melhor audiência para o horário desde O Profeta de 2006.
Em setembro de 2016, Carrasco é escalado para fazer mais uma novela no horário nobre, passando a frente de Thelma Guedes e Duca Rachid, que tiveram sua sinopse rejeitada. No início de 2017, começou a desenvolver O Outro Lado do Paraíso, telenovela que sucedeu A Força do Querer, de Gloria Perez, a partir de outubro do mesmo ano, no tradicional horário das nove. O Outro Lado do Paraíso teve direção geral de Mauro Mendonça Filho, que retomou a parceria de sucesso com o autor, como já havia ocorrido em Amor à Vida e Verdades Secretas. A novela conseguiu 38,2 pontos de média geral, a maior desde Avenida Brasil, em 2012.
Em maio de 2019, Walcyr voltou ao horário nobre da Globo com uma nova novela com direção de Amora Mautner. A Dona do Pedaço, a nova trama é a substituta de O Sétimo Guardião, de Aguinaldo Silva. Com Juliana Paes, Paolla Oliveira, Reynaldo Gianecchini, Marcos Palmeira e Agatha Moreira no elenco principal, a trama focou na luta de Maria da Paz (Juliana Paes), uma mulher que batalhou pra vencer na vida, fazendo e vendendo seus bolos, tendo em sua segunda fase, o seu império de confeitarias. Uniu a ganância da filha, Josiane (Agatha Moreira) em dar vários golpes na mãe, com a participação da farsa de Régis (Reynaldo Gianecchini) se apaixonar por Maria da Paz, para a filha extorquir a mãe.
Em maio de 2020, Walcyr entregou a direção da Globo, a sinopse de Verdades Secretas II, a continuação do seu grande sucesso, vencedor do Emmy. A segunda temporada foi disponibilizada pelo serviço de streaming Globoplay de 20 de outubro a 17 de dezembro de 2021, em 50 capítulos produzidos pelos Estúdios Globo. A trama foi exibida na TV aberta a partir do dia 30 de agosto de 2022. Teve Camila Queiroz, Reynaldo Gianecchini, Agatha Moreira e Rainer Cadete, atores da primeira temporada, e Rômulo Estrela, Gabriel Braga Nunes e Sergio Guizé, sendo personagens inéditos da segunda temporada. A direção foi de Amora Mautner, continuação da parceria de A Dona do Pedaço.
No ano seguinte, desenvolveu mais uma novela no horário nobre, com o título de Terra e Paixão. Com a direção artística de Luiz Henrique Rios, a trama entrou no ar em maio de 2023 substituindo Travessia, de Gloria Perez. Devido a problemas de saúde, dividiu a co-autoria com a antiga colaboradora Thelma Guedes a partir de certo momento da trama.
Em Junho de 2025 volta ao horário das 18hrs com a novela Êta Mundo Melhor!,continuação de Êta Mundo Bom!.
Walcyr também desenvolve os primeiros capítulos de Vidas Paralelas, novela inspirada no formato dos doramas, para o antigo horário de Malhação. A novela será desenvolvida por Cristianne Fridman até o fim.

## Vida pessoal
Walcyr Carrasco falou sobre sua sexualidade em maio de 2013, numa entrevista publicada pela revista Playboy. Nesta ocasião, o autor declarou ser bissexual, além de dizer que acha que todos são bissexuais também assim como ele: "Eu sou bissexual e acho que todo mundo é".

## Trabalhos na televisão

### Telenovelas
| Título                  | Ano  | Creditado como  | Creditado como | Creditado como      | Notas      | Horário | Emissora      |
| Título                  | Ano  | Autor principal | Co-autor       | Supervisor de texto | Notas      | Horário | Emissora      |
| ----------------------- | ---- | --------------- | -------------- | ------------------- | ---------- | ------- | ------------- |
| Cortina de Vidro        | 1989 | Sim             |                |                     |            | 19h00   | SBT           |
| Xica da Silva           | 1996 | Sim             |                |                     | [ nota 1 ] | 21h00   | Rede Manchete |
| Fascinação              | 1998 | Sim             |                |                     |            | 20h00   | SBT           |
| O Cravo e a Rosa        | 2000 | Sim             |                |                     | [ nota 2 ] | 18h00   | TV Globo      |
| A Padroeira             | 2001 | Sim             |                |                     |            | 18h00   | TV Globo      |
| Esperança               | 2002 |                 | Sim            |                     | [ nota 3 ] | 20h00   | TV Globo      |
| Chocolate com Pimenta   | 2003 | Sim             |                |                     |            | 18h00   | TV Globo      |
| Alma Gêmea              | 2005 | Sim             |                |                     |            | 18h00   | TV Globo      |
| O Profeta               | 2006 |                 |                | Sim                 | [ nota 4 ] | 18h00   | TV Globo      |
| Sete Pecados            | 2007 | Sim             |                |                     |            | 19h00   | TV Globo      |
| Caras & Bocas           | 2009 | Sim             |                |                     |            | 19h00   | TV Globo      |
| Morde e Assopra         | 2011 | Sim             |                |                     |            | 19h00   | TV Globo      |
| Gabriela                | 2012 | Sim             |                |                     |            | 23h00   | TV Globo      |
| Amor à Vida             | 2013 | Sim             |                |                     |            | 21h00   | TV Globo      |
| Verdades Secretas       | 2015 | Sim             |                |                     |            | 23h00   | TV Globo      |
| Êta Mundo Bom!          | 2016 | Sim             |                |                     |            | 18h00   | TV Globo      |
| O Outro Lado do Paraíso | 2017 | Sim             |                |                     |            | 21h00   | TV Globo      |
| A Dona do Pedaço        | 2019 | Sim             |                |                     |            | 21h00   | TV Globo      |
| Verdades Secretas II    | 2021 | Sim             |                |                     |            | 23h00   | Globoplay     |
| Terra e Paixão          | 2023 | Sim             |                |                     |            | 21h00   | TV Globo      |
| Êta Mundo Melhor!       | 2025 | Sim             |                |                     | [ nota 5 ] | 18h00   | TV Globo      |
| Vidas Paralelas         | 2026 | Sim             |                |                     | [ nota 6 ] | 17h00   | TV Globo      |
| Quem Ama Cuida          | 2026 | Sim             |                |                     |            | 21h00   | TV Globo      |

### Séries e minisséries
| Título                     | Ano       | Creditado como  | Creditado como           | Notas      | Emissora      |
| Título                     | Ano       | Autor principal | Colaborador / Roteirista | Notas      | Emissora      |
| -------------------------- | --------- | --------------- | ------------------------ | ---------- | ------------- |
| Joana                      | 1984–1985 |                 | Sim                      | [ nota 7 ] | Rede Manchete |
| Fronteiras do Desconhecido | 1990      |                 | Sim                      |            | Rede Manchete |
| Rosa dos Rumos             | 1990      | Sim             |                          |            | Rede Manchete |
| Filhos do Sol              | 1991      | Sim             |                          |            | Rede Manchete |
| O Guarani                  | 1991      | Sim             |                          |            | Rede Manchete |
| Retrato de Mulher          | 1993      |                 | Sim                      | [ nota 8 ] | TV Globo      |
| Brava Gente                | 2001      |                 | Sim                      |            | TV Globo      |
| Sítio do Picapau Amarelo   | 2002      | Sim             |                          | [ nota 9 ] | TV Globo      |

## Filmografia
Televisão
| Ano  | Título    | Personagem |
| ---- | --------- | ---------- |
| 2023 | Vai na Fé | Ele mesmo  |

## Teatro
- 2019 - Jonas e a baleia com Dionisio Neto e Pedro Nasser. Direção Lucia Segall
  - Aparecida - Um Musical,com Julio Assad, Hellen de Castro, Edson Montenegro. direção geral e coreografias de Fernanda Chamma
- 2017 - Ciclo de Leituras Dramáticas (direção Dionísio Neto - Com Dionísio Neto, Tuna Dwek, Gustavo Haddad, Jade Diniz e Jeyne Stakflett - Livraria Martins Fontes da Avenida Paulista)
- 2017 - Êxtase - leitura dramática com Dionísio Neto, Gustavo Haddad, Tuna Dwek e Victor Damaso - Satyrianas
- 2016 - Grita Paixão - leitura dramática dirigida por Dionísio Neto - SATYRIANAS - com Dionísio Neto
- 2012-2015 - Desamor (escrita especialmente para o ator Dionísio Neto)
- 2009/2010 - Seios com Dionísio Neto sob direção de Ivan Feijó
- 2007 - A Mulher do Candidato
- 2006 - Toalete
- 2005 - Até que o sexo nos separe
- 2004 - O Mistério do Fantasma Apavorado
- 2002 - Êxtase
- 1995 - Batom
- 1994 - Uma Cama entre Nós
- 1989 - A Filha da Branca de Neve
- 1989 - Minhas Loucas Mulheres

### Literatura Infanto-Juvenil
- 2022 - Meu Lugar no Mundo, São Paulo, Moderna (Biblioteca Walcyr Carrasco)
- 2013 - Veneno digital, São Paulo, Ática
- 2007 - A Palavra não dita, São Paulo, Moderna (Série A Palavra é Sua!)
- 2006 - Em Busca de um Sonho, São Paulo, Moderna (Coleção Veredas)
- 2005 - Estrelas Tortas, São Paulo, Moderna (Coleção Veredas)
- 2003 - O Garoto da Novela, São Paulo, Moderna (Coleção Veredas)
- 2003 - Irmão Negro, São Paulo, Moderna (Coleção Veredas)
- 2003 - O Menino Narigudo, São Paulo, Moderna (Coleção Veredas)
- 2003 - A Corrente da Vida, São Paulo, Moderna (Coleção Veredas)
- 2001 - O Mistério da Gruta, São Paulo, FTD
- 2000 - Vida de Droga, São Paulo, Ática
- 1999 - O Anjo Linguarudo, São Paulo, Moderna (Série Está na Minha Mão! Viver Valores)
- 1999 - Balança Coração, São Paulo, Ática
- 1998 - Meu Primeiro Beijo, São Paulo, Quinteto

### Literatura Infantil
- 2015 - A estrela curiosa, São Paulo, Companhia Editora Nacional
- 2014 - O jacaré com dor de dente, São Paulo, Companhia Editora Nacional
- 2011 - Daniel no Mundo do Silêncio, São Paulo, Ática
- 2010 - A ararinha do bico torto, São Paulo, Ática
- 2010 - Meus Dois Pais, São Paulo, Ática
- 2006 - Camarões X Tartarugas: a Grande Copa do Mar, São Paulo, Moderna
- 2006 - Carolina, São Paulo, Companhia Editora Nacional
- 2005 - Abaixo o Bicho Papão!, São Paulo, Companhia Editora Nacional
- 2005 - A Menina que queria ser anjo, São Paulo, Companhia Editora Nacional
- 2004 - O Selvagem, São Paulo, Global Editora
- 2002 - Mordidas Que Podem Ser Beijos, São Paulo, Moderna
- 2002 - Cadê o super-herói?, São Paulo, Global Editora
- 1996 - Meu Encontro com Papai Noel, São Paulo, Quinteto
- 1987 - As Asas do Joel, São Paulo, Quinteto
- 1986 - O Menino que trocou a sombra, São Paulo, Globo
- 1982 - Quando meu irmãozinho nasceu, São Paulo, FTD

### Romances
- 2013 - Juntos para Sempre, São Paulo, 4 Estações
- 2008 - Anjo de Quatro Patas, São Paulo, Gente
- 2006 - A Senhora das Velas, São Paulo, ARX

### Adaptações
- 2009 - O Soldadinho de Chumbo e outras histórias, São Paulo, Manole
- 2008 - Lendas e Fábulas do Folclore Brasileiro (Volume II), São Paulo, Manole
- 2007 - A Volta ao Mundo em 80 dias (Adaptação da obra homônima de Júlio Verne), São Paulo, Moderna
- 2006 - O Patinho Feio e outras histórias, São Paulo, Manole
- 2006 - A Rainha da Neve, São Paulo, Manole
- 2004 - Sonho de uma Noite de Verão, São Paulo, Moderna
- 2004 - A Dama das Camélias, São Paulo, FTD
- 2001 - Os Miseráveis, São Paulo, FTD

### Poesias, Contos e Crônicas
- 2019 - Sobre a capacidade de amar e outros assuntos poéticos, São Paulo, Planeta
- 2009 - Histórias para a Sala de Aula: Crônicas do Cotidiano, São Paulo, Moderna
- 2004 - Contos de Pânico (coletânea), São Paulo, Marco Zero
- 2004 - Pequenos delitos e outras crônicas, São Paulo, Best Seller
- 2003 - O Golpe do Aniversariante e outras crônicas, São Paulo, Ática
- 1994 - O caçador de palavras, São Paulo, Ática

## Prêmios e indicações
| Ano  | Prêmio                          | Categoria                    | Indicação               | Resultado |
| ---- | ------------------------------- | ---------------------------- | ----------------------- | --------- |
| 1997 | Troféu Imprensa                 | Melhor Novela                | Xica da Silva           | Indicado  |
| 2000 | TV Press                        | Melhor Novela                | O Cravo e a Rosa        | Venceu    |
| 2001 | Troféu Imprensa                 | Melhor Novela                | O Cravo e a Rosa        | Indicado  |
| 2001 | Prêmio Arte Qualidade Brasil RJ | Melhor Novela                | A Padroeira             | Indicado  |
| 2002 | Troféu Imprensa                 | Melhor Novela                | A Padroeira             | Indicado  |
| 2004 | Prêmio Contigo! de TV           | Melhor Novela ou Minissérie  | Chocolate com Pimenta   | Indicado  |
| 2004 | Prêmio Contigo! de TV           | Melhor Autor de Novela       | Chocolate com Pimenta   | Indicado  |
| 2005 | Poptevê                         | Melhor Novela                | Alma Gêmea              | Venceu    |
| 2005 | Troféu Leão Lobo                | Melhor Novela                | Alma Gêmea              | Venceu    |
| 2005 | Troféu Leão Lobo                | Melhor Autor                 | Alma Gêmea              | Venceu    |
| 2006 | Prêmio Contigo! de TV           | Melhor Novela                | Alma Gêmea              | Indicado  |
| 2006 | Prêmio Contigo! de TV           | Melhor Autor                 | Alma Gêmea              | Venceu    |
| 2007 | Troféu Imprensa                 | Melhor Novela                | Alma Gêmea              | Indicado  |
| 2008 | Prêmio Contigo! de TV           | Melhor Novela                | Sete Pecados            | Indicado  |
| 2009 | Prêmio Paulistanos do Ano       | Melhor Autor                 | Caras & Bocas           | Venceu    |
| 2010 | Prêmio Contigo! de TV           | Melhor Novela                | Caras & Bocas           | Indicado  |
| 2010 | Troféu Imprensa                 | Melhor Novela                | Caras & Bocas           | Indicado  |
| 2013 | Prêmio Extra de Televisão       | Melhor Novela                | Amor à Vida             | Venceu    |
| 2013 | Prêmio de Reconhecimento CGP    | Melhor Novela                | Amor à Vida             | Venceu    |
| 2013 | Prêmio Quem de Televisão        | Melhor Autor                 | Amor à Vida             | Venceu    |
| 2013 | Prêmio Minha Novela             | Melhor Novela                | Amor à Vida             | Venceu    |
| 2014 | Troféu Imprensa                 | Melhor Novela                | Amor à Vida             | Venceu    |
| 2014 | Troféu Internet                 | Melhor Novela                | Amor à Vida             | Venceu    |
| 2014 | Prêmio Contigo! de TV           | Melhor Novela                | Amor à Vida             | Venceu    |
| 2014 | Prêmio Contigo! de TV           | Melhor Autor de Novela       | Amor à Vida             | Indicado  |
| 2015 | PromaxBDA Latin America Awards  | Ouro nas Chamadas de Novelas | Verdades Secretas       | Venceu    |
| 2015 | Prêmio Extra de Televisão       | Melhor Novela                | Verdades Secretas       | Venceu    |
| 2015 | Troféu APCA                     | Melhor Novela                | Verdades Secretas       | Venceu    |
| 2015 | Prêmio Quem de Televisão        | Melhor Autor                 | Verdades Secretas       | Indicado  |
| 2016 | Troféu Imprensa                 | Melhor Novela                | Verdades Secretas       | Venceu    |
| 2016 | Troféu Internet                 | Melhor Novela                | Verdades Secretas       | Indicado  |
| 2016 | Emmy Internacional              | Melhor Novela                | Verdades Secretas       | Venceu    |
| 2016 | Prêmio Extra de Televisão       | Melhor Novela                | Êta Mundo Bom!          | Venceu    |
| 2016 | Troféu APCA                     | Melhor Novela                | Êta Mundo Bom!          | Indicado  |
| 2016 | Prêmio Quem de Televisão        | Melhor Autor                 | Êta Mundo Bom!          | Indicado  |
| 2016 | GLAAD Media Awards              | Melhor Novela                | Amor à Vida             | Venceu    |
| 2018 | Troféu Internet                 | Melhor Novela                | O Outro Lado do Paraíso | Indicado  |
| 2019 | Troféu Internet                 | Melhor Novela                | O Outro Lado do Paraíso | Indicado  |
| 2019 | Troféu Imprensa                 | Melhor Novela                | O Outro Lado do Paraíso | Venceu    |